# 단백체학
단백체학(蛋白體學), 또는 단백질체학(蛋白質體學) 또는 프로테오믹스(영어: proteomics)는 세포 안 또는 개체 안의 모든 단백질을 총체적으로 연구하는 학문을 말한다. 생물정보학의 한 분야이기도 하다. 유전체학, 전사체학, 상호작용체학등과 같이 1990년대 중반에 생겨난 신조어이다.
2000~2003년 인간 게놈 프로젝트가 성공적으로 마무리되는 동안, 발견된 인간 유전자(gene)는 예상보다 너무 적었다. 10만개가 아니라 3만개였던 것이다. 이것으로는 인간의 모든 형질을 표현하기 부족해 보였다. 연구 결과, 과학자들은 하나의 유전자가 단 하나의 단백질을 합성하는 것이 아니라는 사실을 알았다. 따라서 3만개의 유전자에서 훨씬 더 많은 단백질이 합성될 수 있는 것이다.
궁극적으로 인간 생체 활동의 기본 단위는 단백질이다. 단백질에는 많은 종류와 함께 많은 변이가 있으며, 하나의 기능단위에 대한 모든 가능한 단백질 집합을 단백체(Proteome)라고 부른다.
인간의 모든 단백체를 밝혀내는 작업은 생명의 비밀에 한 걸음 더 다가가는 길이며, 인간 게놈 프로젝트보다 훨씬 더 어려운 일이다. 현재 많은 진전이 이루어지고 있는 중이다.

## 같이 보기
- 체학